# Омар Кампорезе
Омар Кампорезе (на италиански: Lorenzo Sonego) [ˈɔːmar kampoˈreːze] е италиански тенисист.

## Биография
Омар Кампорезе е роден на 8 май 1968 г. в Болоня, Италия. 

## Кариера
Омар Кампорезе става професионалист през 1987 г. Специалист е на твърди кортове, той печели и двете си титли от ATP тур на синтетични настилки, държи националния рекорд от девет последователни победи в мачове килим, постига победи срещу единадесет играчи от топ 10.
Той достига първия си финал на сингъл от най-високо ниво през 1990 г. в Сан Марино Оупън, където губи от Гилермо Перес Ролдан. През 1991 г. печели първата си титла на сингъл на Ротердам Оупън, побеждаваи Иван Лендъл. На Откритото първенство на Австралия същата година губи срещу Борис Бекер в мач от 311 минути. Бекер печели със 7–6, 7–6, 0–6, 4–6, 14–12, това е четвъртият най-дълъг мач в историята на турнира. През 1992 г. Кампорезе печели втората си титла на сингъл в Милано, където побеждава Горан Иванишевич на финала.
За Купа Дейвис Кампорезе достига рекорд от 12 победи и 9 загуби на сингъл, и 6 победи и 3 загуби на двойки.
През кариерата си Кампорезе печели две титли от най-високо ниво на сингъл и пет титли на двойки. Достига до световен номер 18 на сингъл и световен номер 27 на двойки, и двете през 1992 г. 
Омар Кампорезе се оттегля от професионалния тур през 1998 г.

## Кариерна статистика

### ATP финали (2 титли; 3 финала)
|        | П–З | Година | Турнир           | Клас           | Настилка  | Опонент              | Резултат                |
| ------ | --- | ------ | ---------------- | -------------- | --------- | -------------------- | ----------------------- |
| Загуба | 0–1 | 1990   | Сан Марино Оупън | Световни серии | Клей      | Гилермо Перес Ролдан | 3–6, 3–6                |
| Победа | 1–1 | 1991   | Ротердам Оупън   | Световни серии | Килим (з) | Иван Лендъл          | 3–6, 7–6(7–4), 7–6(7–4) |
| Победа | 2–1 | 1992   | Милан Индор      | Световни серии | Килим (з) | Горан Иванишевич     | 3–6, 6–3, 6–4           |